# جیم فینی (بازیکن فوتبال، زاده ۱۹۲۱)
جیم فینی (انگلیسی: Jim Feeney; ۲۳ ژوئن ۱۹۲۱ – مارس ۱۹۸۵ (۶۳ سال)) بازیکن فوتبال اهل بریتانیا بود.
از باشگاه‌هایی که در آن بازی کرده است می‌توان به باشگاه فوتبال ایپسویچ تاون، باشگاه فوتبال سوانزی سیتی، باشگاه فوتبال لینفیلد و تورنتو اولستر یونایتد اشاره کرد.
وی همچنین در تیم ملی فوتبال ایرلند بازی کرده است.

## زندگی شخصی
او پدربزرگ پدر جورج فینی، پدربزرگ وارن فینی و پدر وارن فینی سینیور است که همگی بازیکن فوتبال هستند و در فوتبال ملی به نمایندگی از کشور ایرلند شمالی بازی کرده‌اند.

## دوران مربی‌گری
فینی در سال ۱۹۵۸ به عنوان بازیکن-مربی برای تورنتو اولستر یونایتد فعالیت کرد و به‌طور موقت به عنوان مدیر باشگاه نیز خدمت کرد. او همچنین به عنوان سرمربی تیم ستاره‌های لیگ ملی فوتبال کانادا در سال ۱۹۵۸ انتخاب شد. در سال ۱۹۶۴، او به عنوان سرمربی برای سنت اندروز از لیگ فوتبال انتاریو منصوب شد. پس از دوران خود در کانادا، فینی به ایرلند شمالی بازگشت و مربی‌گری ذخیره‌های آردز را بر عهده گرفت.